# Coupe d'Europe de ski alpin 2018-2019
Navigation
Édition précédente Édition suivante
La Coupe d'Europe de ski alpin 2018-2019 est la 48e édition de la Coupe d'Europe de ski alpin, compétition de ski alpin organisée annuellement. Elle se déroule du 29 novembre 2018 au 17 mars 2019 dans vingt-huit stations européennes réparties dans neuf pays. Ce sont l'autrichienne Elisabeth Reisinger et l'italien Simon Maurberger qui remportent les classements généraux.

## Pré-saison
La station de Val-d'Isère, qui avait du annuler ses épreuves la saison précédente en raison de vents violents, se désiste à nouveau, mais cette fois pour des raisons financières. Les deux slaloms géants qui devaient s'y tenir sont déplacés à Courchevel.

## Déroulement de la saison
La saison débute à Levi par deux slaloms masculins les 29 et 30 novembre 2018 et à Funäsdalen par deux slaloms géants féminins les 30 novembre et 1er décembre 2018. Elle est programmée pour comporter dix-neuf étapes masculines et seize étapes féminines. Les finales féminines ont lieu du 11 au 17 mars 2019 dans les stations italiennes de Sella Nevea pour la vitesse et Folgaria pour les épreuves techniques tandis que les masculines se tiennent à Kranjska Gora (pour les techniques) et Sella Nevea (pour la vitesse) aux mêmes dates.

### Saison des messieurs
| \| Levi Funäsdalen \| Les sites des compétitions dans les pays nordiques |
| Levi Funäsdalen                                                          |

| \| St-Moritz Andalo Zauchensee Obereggen Val Cenis Wengen Kronplatz Kitzbuhel Courchevel Chamonix Tignes Gstaad-Saanenland Sarentino Oberjoch Hinterstoder Kranjska Gora Sella Nevea \| Les sites des compétitions situés dans les Alpes |
| St-Moritz Andalo Zauchensee Obereggen Val Cenis Wengen Kronplatz Kitzbuhel Courchevel Chamonix Tignes Gstaad-Saanenland Sarentino Oberjoch Hinterstoder Kranjska Gora Sella Nevea                                                        |

### Saison des dames
| \| Funäsdalen Kvitfjell Trysil \| Les sites des compétitions dans les pays nordiques |
| Funäsdalen Kvitfjell Trysil                                                          |

| \| Andalo Zauchensee Val di Fassa Zinal Melchsee-Frutt Les Diablerets Tignes Obdach Berchtesgaden Crans-Montana Jasná Sella Nevea Folgaria \| Les sites des compétitions situés dans les Alpes |
| Andalo Zauchensee Val di Fassa Zinal Melchsee-Frutt Les Diablerets Tignes Obdach Berchtesgaden Crans-Montana Jasná Sella Nevea Folgaria                                                        |

## Classement général
| Rang | Nom                  | Points | Victoire(s) | Podium(s) |
| ---- | -------------------- | ------ | ----------- | --------- |
| 1    | Simon Maurberger     | 745    | 3           | 5         |
| 2    | Stefan Rogentin      | 714    | 1           | 5         |
| 3    | Timon Haugan         | 600    |             | 2         |
| 4    | Lucas Braathen       | 592    | 3           | 6         |
| 5    | Christopher Neumayer | 572    | 1           | 5         |
| 6    | Roy Piccard          | 496    | 2           | 3         |
| 7    | Davide Gazzanica     | 494    | 2           | 3         |
| 8    | Stefan Babinsky      | 476    | 1           | 2         |
| 9    | Bjørnar Neteland     | 406    | 1           | 2         |
| 10   | Andrea Ballerin      | 403    | 1           | 3         |

| Rang | Nom                     | Points | Victoire(s) | Podium(s) |
| ---- | ----------------------- | ------ | ----------- | --------- |
| 1    | Elisabeth Reisinger     | 975    | 6           | 8         |
| 2    | Roberta Melesi          | 793    | 1           | 4         |
| 3    | Kaja Norbye             | 639    | 1           | 4         |
| 4    | Marlene Schmotz         | 622    | 1           | 3         |
| 5    | Michaela Heider         | 618    |             | 2         |
| 6    | Ylva Stålnacke          | 593    | 2           | 5         |
| 7    | Nathalie Gröbli         | 509    |             | 2         |
| 8    | Nadia Delago            | 496    | 2           | 3         |
| 9    | Maryna Gąsienica-Daniel | 424    | 2           | 3         |
| 10   | Lara Della Mea          | 423    |             | 3         |

## Classements de chaque discipline
Les noms en gras remportent les titres des disciplines.

### Descente
| Rang | Nom                  | Points | Victoire(s) | Podium(s) |
| ---- | -------------------- | ------ | ----------- | --------- |
| 1    | Nils Mani            | 315    |             | 2         |
| 2    | Victor Schuller      | 280    | 2           |           |
| 3    | Davide Gazzanica     | 277    |             | 2         |
| 4    | Christopher Neumayer | 246    | 1           | 1         |
| 5    | Urs Kryenbühl        | 235    | 1           |           |
| 6    | Lars Rösti           | 209    |             | 1         |
| 7    | Manuel Traninger     | 207    |             | 1         |
| 8    | Daniel Danklmaier    | 200    | 1           |           |
| 9    | Henri Battilani      | 182    |             | 1         |
| 10   | Stefan Rogentin      | 178    |             | 1         |

| Rang | Nom                  | Points | Victoire(s) | Podium(s) |
| ---- | -------------------- | ------ | ----------- | --------- |
| 1    | Elisabeth Reisinger  | 526    | 3           | 5'        |
| 2    | Nadia Delago         | 445    | 2           | 3         |
| 3    | Juliana Suter        | 300    |             | 3         |
| 4    | Nathalie Gröbli      | 221    |             |           |
| 5    | Luana Flütsch        | 220    |             | 1         |
| 6    | Michaela Heider      | 214    |             |           |
| 7    | Noémie Kolly         | 208    |             |           |
| 8    | Ariane Rädler        | 191    |             | 1         |
| 9    | Martina Rettenwender | 154    |             |           |
| 10   | Priska Nufer         | 150    | 1           |           |

### Super G
| Rang | Nom                  | Points | Victoire(s) | Podium(s) |
| ---- | -------------------- | ------ | ----------- | --------- |
| 1    | Roy Piccard          | 428    | 2           | 3         |
| 2    | Stefan Rogentin      | 426    | 1           | 3         |
| 3    | Stefan Babinsky      | 305    | 1           | 2         |
| 4    | Christopher Neumayer | 276    |             | 3         |
| 5    | Gino Caviezel        | 218    | 1           | 2         |
| 6    | Raphael Haaser       | 202    |             | 1         |
| 7    | Davide Gazzanica     | 195    | 1           |           |
| 8    | Marco Odermatt       | 180    | 1           | 2         |
| 9    | Daniel Danklmaier    | 179    |             | 1         |
| 10   | Niklas Köck          | 163    |             |           |

| Rang | Nom                     | Points | Victoire(s) | Podium(s) |
| ---- | ----------------------- | ------ | ----------- | --------- |
| 1    | Elisabeth Reisinger     | 340    | 3           | 3         |
| 2    | Roberta Melesi          | 243    | 1           | 2         |
| 3    | Michaela Heider         | 231    |             | 2         |
| 4    | Christina Ager          | 215    | 1           | 1         |
| 4    | Nina Ortlieb            | 215    |             | 2         |
| 6    | Nathalie Gröbli         | 178    |             | 1         |
| 7    | Valentina Cillara Rossi | 164    |             |           |
| 8    | Ariane Rädler           | 163    |             | 1         |
| 9    | Martina Rettenwender    | 151    |             |           |
| 10   | Luana Flütsch           | 118    |             | 1         |

### Géant
| Rang | Nom                    | Points | Victoire(s) | Podium(s) |
| ---- | ---------------------- | ------ | ----------- | --------- |
| 1    | Lucas Braathen         | 560    | 3           | 3         |
| 2    | Bjørnar Neteland       | 406    | 2           |           |
| 3    | Andrea Ballerin        | 381    | 1           | 2         |
| 4    | Cédric Noger           | 379    | 1           |           |
| 5    | Fabian Wilkens Solheim | 366    |             | 1         |
| 6    | Stefan Brennsteiner    | 310    | 1           | 2         |
| 7    | Patrick Feurstein      | 288    |             | 2         |
| 8    | Simon Maurberger       | 268    | 1           | 1         |
| 9    | Hannes Zingerle        | 250    |             | 1         |
| 9    | Timon Haugan           | 250    |             |           |

| Rang | Nom                     | Points | Victoire(s) | Podium(s) |
| ---- | ----------------------- | ------ | ----------- | --------- |
| 1    | Kaja Norbye             | 401    | 1           | 3         |
| 2    | Roberta Melesi          | 392    |             | 2         |
| 3    | Ylva Stålnacke          | 382    |             | 3         |
| 4    | Maryna Gąsienica-Daniel | 374    | 2           | 3         |
| 5    | Marlene Schmotz         | 349    |             | 1         |
| 6    | Marte Monsen            | 319    |             | 1         |
| 7    | Magdalena Fjällström    | 315    |             | 1         |
| 8    | Julia Scheib            | 263    | 2           | 2         |
| 9    | Simone Wild             | 260    |             | 1         |
| 10   | Franziska Gritsch       | 252    | 1           | 2         |

### Slalom
| Rang | Nom                   | Points | Victoire(s) | Podium(s) |
| ---- | --------------------- | ------ | ----------- | --------- |
| 1    | Istok Rodeš           | 350    | 2           | 2         |
| 2    | Aleksandr Khoroshilov | 325    |             | 3         |
| 3    | Simon Maurberger      | 323    | 1           | 2         |
| 4    | Timon Haugan          | 307    |             | 1         |
| 5    | Bjørn Brudevoll       | 262    | 1           | 2         |
| 6    | Jonathan Nordbotten   | 260    | 1           | 2         |
| 7    | Elias Kolega          | 258    |             | 2         |
| 8    | Fabio Gstrein         | 239    |             |           |
| 9    | Robin Buffet          | 223    |             |           |
| 10   | Linus Straßer         | 200    |             | 3         |

| Rang | Nom                  | Points | Victoire(s) | Podium(s) |
| ---- | -------------------- | ------ | ----------- | --------- |
| 1    | Lara Della Mea       | 398    |             | 3         |
| 2    | Gabriela Capova      | 353    | 1           | 2         |
| 3    | Marlene Schmotz      | 273    | 1           | 2         |
| 4    | Emelie Wikström      | 263    |             | 3         |
| 5    | Charlotta Säfvenberg | 245    |             | 2         |
| 6    | Charlotte Chable     | 236    |             | 1         |
| 7    | Martina Peterlini    | 230    |             |           |
| 8    | Katharina Huber      | 216    | 1           | 2         |
| 9    | Ylva Stålnacke       | 211    | 1           | 2         |
| 10   | Elena Stoffel        | 202    |             | 1         |

### Combiné
| Rang | Nom                  | Points | Victoire(s) | Podium(s) |
| ---- | -------------------- | ------ | ----------- | --------- |
| 1    | Sam Alphand          | 109    |             | 1         |
| 2    | Simon Maurberger     | 100    | 1           | 1         |
| 2    | Christof Brandner    | 100    | 1           | 1         |
| 4    | Stefan Rogentin      | 92     |             | 1         |
| 5    | Raphael Haaser       | 80     |             | 1         |
| 6    | Manuel Traninger     | 73     |             | 1         |
| 7    | Matteo Vaghi         | 56     |             |           |
| 8    | Christopher Neumayer | 50     |             |           |
| 8    | Florian Loriot       | 50     |             |           |
| 8    | Stefan Babinsky      | 50     |             |           |

| Rang | Nom                 | Points | Victoire(s) | Podium(s) |
| ---- | ------------------- | ------ | ----------- | --------- |
| 1    | Nicole Good         | 160    | 1           | 2         |
| 2    | Nathalie Gröbli     | 110    |             | 1         |
| 3    | Elisabeth Reisinger | 109    |             | 1         |
| 4    | Anne-Sophie Barthet | 100    | 1           | 1         |
| 5    | Ida Dannewitz       | 98     |             | 1         |
| 6    | Tifany Roux         | 62     |             |           |
| 7    | Michaela Heider     | 60     |             |           |
| 8    | Roberta Melesi      | 57     |             |           |
| 9    | Charlotte Lingg     | 45     |             |           |
| 10   | Marte Monsen        | 43     |             |           |

## Calendrier et résultats

### Messieurs
| N°      | Lieu              | Date             | Épreuve          | Vainqueur | Deuxième | Troisième |
| ------- | ----------------- | ---------------- | ---------------- | --- | --- | --- |
| 1       | Levi              | 29 novembre 2018 | Slalom           | Sandro Simonet | Elias Kolega | Linus Straßer |
| 2       | Levi              | 30 novembre 2018 | Slalom           | Alex Vinatzer | Linus Straßer | Aleksandr Khoroshilov |
| 3       | Funäsdalen        | 4 décembre 2018  | Géant            | Simon Maurberger | Marco Reymond | Patrick Feurstein |
| 4       | Funäsdalen        | 5 décembre 2018  | Géant            | Fabian Wilkens Solheim | Lucas Braathen | Mathias Graf Maximilian Lahnsteiner                                                                                                  |
| 5       | Saint-Moritz      | 12 décembre 2018 | Super-G          | Marco Odermatt | Raphael Haaser | Maximilian Lahnsteiner |
| 6       | Saint-Moritz      | 12 décembre 2018 | Super-G          | Stefan Rogentin | Marco Odermatt | Gino Caviezel |
| -       | Saint-Moritz      | 12 décembre 2018 | Combiné alpin    | Épreuve annulée | Épreuve annulée | Épreuve annulée |
| 7       | Andalo Paganella  | 17 décembre 2018 | Géant            | Cédric Noger | Andrea Ballerin | Simon Maurberger |
| 8       | Andalo Paganella  | 18 décembre 2018 | Géant            | Lucas Braathen | Atle Lie McGrath | Fabian Wilkens Solheim |
| -       | Saalbach          | 21 décembre 2018 | Super-G          | Épreuves annulées en raison du report des épreuves de coupe du monde de Sölden à Saalbach aux mêmes dates, remplacées par Zauchensee | Épreuves annulées en raison du report des épreuves de coupe du monde de Sölden à Saalbach aux mêmes dates, remplacées par Zauchensee | Épreuves annulées en raison du report des épreuves de coupe du monde de Sölden à Saalbach aux mêmes dates, remplacées par Zauchensee |
| -       | Saalbach          | 22 décembre 2018 | Super-G          | Épreuves annulées en raison du report des épreuves de coupe du monde de Sölden à Saalbach aux mêmes dates, remplacées par Zauchensee | Épreuves annulées en raison du report des épreuves de coupe du monde de Sölden à Saalbach aux mêmes dates, remplacées par Zauchensee | Épreuves annulées en raison du report des épreuves de coupe du monde de Sölden à Saalbach aux mêmes dates, remplacées par Zauchensee |
| 9       | Zauchensee        | 20 décembre 2018 | Super-G          | Gino Caviezel | Stefan Rogentin | Roy Piccard |
| 10      | Zauchensee        | 21 décembre 2018 | Super-G          | Stefan Babinsky | Daniel Hemetsberger | Christopher Neumayer |
| 11      | Obereggen         | 19 décembre 2018 | Slalom           | Istok Rodeš | Giuliano Razzoli | Elias Kolega |
| 12      | Val Cenis         | 6 janvier 2019   | Slalom           | Simon Maurberger | Timon Haugan | Bjørn Brudevoll |
| 13      | Val Cenis         | 7 janvier 2019   | Slalom           | Bjørn Brudevoll | Marcus Monsen | Simon Maurberger |
| 14      | Wengen            | 11 janvier 2019  | Descente         | Mattia Casse | Christopher Neumayer | Adrian Smiseth Sejersted |
| -       | Wengen            | 12 janvier 2019  | Descente         | Épreuve annulée, remplacée par Sarentino                                                                                             | Épreuve annulée, remplacée par Sarentino                                                                                             | Épreuve annulée, remplacée par Sarentino                                                                                             |
| —       | Reiteralm         | 14 janvier 2019  | Géant            | Épreuve annulée, remplacée par Hinterstoder                                                                                          | Épreuve annulée, remplacée par Hinterstoder                                                                                          | Épreuve annulée, remplacée par Hinterstoder                                                                                          |
| —       | Reiteralm         | 15 janvier 2019  | Slalom           | Épreuve annulée, remplacée par Oberjoch                                                                                              | Épreuve annulée, remplacée par Oberjoch                                                                                              | Épreuve annulée, remplacée par Oberjoch                                                                                              |
| 15      | Kronplatz         | 17 janvier 2019  | Géant            | Lucas Braathen | Bjørnar Neteland | Rasmus Windingstad |
| 16      | Kitzbühel         | 21 janvier 2019  | Descente         | Daniel Danklmaier | Nils Mani | Lars Rösti |
| —       | Val d'Isère       | 23 janvier 2019  | Géant            | Épreuves annulées, remplacées par Courchevel                                                                                         | Épreuves annulées, remplacées par Courchevel                                                                                         | Épreuves annulées, remplacées par Courchevel                                                                                         |
| —       | Val d'Isère       | 24 janvier 2019  | Géant            | Épreuves annulées, remplacées par Courchevel                                                                                         | Épreuves annulées, remplacées par Courchevel                                                                                         | Épreuves annulées, remplacées par Courchevel                                                                                         |
| 17      | Courchevel        | 23 janvier 2019  | Géant            | Lucas Braathen | Stefan Brennsteiner | Patrick Feurstein |
| 18      | Courchevel        | 24 janvier 2019  | Géant            | Stefan Brennsteiner | Lucas Braathen | Andrea Ballerin |
| 19      | Chamonix          | 29 janvier 2019  | Descente         | Victor Schuller | Nils Mani | Arnaud Boisset |
| 20      | Chamonix          | 29 janvier 2019  | Descente         | Victor Schuller | Manuel Traninger | Stefan Rogentin |
| 21      | Tignes            | 1er février 2019 | Slalom parallèle | Pirmin Hacker | Anton Tremmel | Lorenzo Moschini |
| 22      | Gstaad-Saanenland | 4 février 2019   | Slalom           | Istok Rodeš | Aleksandr Khoroshilov | Jonathan Nordbotten |
| 23      | Gstaad-Saanenland | 5 février 2019   | Descente         | Jonathan Nordbotten | Timon Haugan | Istok Rodeš |
| 24      | Sarentino         | 13 février 2019  | Descente         | Thomas Biesemeyer | Henri Battilani | Christoph Krenn |
| 25      | Sarentino         | 13 février 2019  | Combiné alpin    | Christof Brandner | Sam Alphand | Stefan Rogentin |
| 26      | Sarentino         | 14 février 2019  | Descente         | Christopher Neumayer | Christoph Krenn | Davide Gazzaniga |
| 27      | Sarentino         | 15 février 2019  | Super-G          | Davide Gazzaniga | Stefan Babinsky | Thomas Biesemeyer |
| 28      | Oberjoch          | 28 février 2019  | Géant            | Andrea Ballerin | Erik Read | Mathias Graf |
|         | Oberjoch          | 1er mars 2019    | Slalom           | Épreuves annulées en raison des mauvaises conditions météorologiques                                                                 | Épreuves annulées en raison des mauvaises conditions météorologiques                                                                 | Épreuves annulées en raison des mauvaises conditions météorologiques                                                                 |
|         | Oberjoch          | 2 mars 2019      | Slalom           | Épreuves annulées en raison des mauvaises conditions météorologiques                                                                 | Épreuves annulées en raison des mauvaises conditions météorologiques                                                                 | Épreuves annulées en raison des mauvaises conditions météorologiques                                                                 |
|         | Hinterstoder      | 5 mars 2019      | Super-G          | Épreuves anullées en raison des mauvaises conditions météorologiques                                                                 | Épreuves anullées en raison des mauvaises conditions météorologiques                                                                 | Épreuves anullées en raison des mauvaises conditions météorologiques                                                                 |
| 29      | Hinterstoder      | 6 mars 2019      | Super-G          | Épreuves anullées en raison des mauvaises conditions météorologiques                                                                 | Épreuves anullées en raison des mauvaises conditions météorologiques                                                                 | Épreuves anullées en raison des mauvaises conditions météorologiques                                                                 |
| 30      | Hinterstoder      | 7 mars 2019      | Géant            | Bjørnar Neteland | Maximilian Lahnsteiner | Charlie Raposo |
| Finales |                   |                  |                  | | | |
| 31      | Kranjska Gora     | 11 mars 2019     | Géant            | Hannes Zingerle | Stefan Brennsteiner | Lucas Braathen |
| 32      | Kranjska Gora     | 12 mars 2019     | Slalom           | Jonathan Nordbotten | Aleksandr Khoroshilov | Linus Straßer |
| 33      | Sella Nevea       | 15 mars 2019     | Descente         | Urs Kryenbühl | Davide Gazzaniga | Florian Schieder |
| 34      | Sella Nevea       | 16 mars 2019     | Super-G          | Roy Piccard | Stefan Rogentin | Christopher Neumayer |
| 34      | Sella Nevea       | 16 mars 2019     | Combiné          | Simon Maurberger | Raphael Haaser | Manuel Traninger |
| 34      | Sella Nevea       | 17 mars 2019     | Super-G          | Roy Piccard | Christopher Neumayer | Daniel Danklmaier |

### Dames
| N°      | Lieu             | Date              | Épreuve          | Vainqueur                | Deuxième                | Troisième                |
| ------- | ---------------- | ----------------- | ---------------- | ------------------------ | ----------------------- | ------------------------ |
| 1       | Funäsdalen       | 30 novembre 2018  | Géant            | Kristine Gjelsten Haugen | Thea Louise Stjernesund | Jasmina Suter            |
| 2       | Funäsdalen       | 1er décembre 2018 | Géant            | Julia Scheib             | Maryna Gąsienica-Daniel | Ylva Stålnacke           |
| 3       | Trysil           | 3 décembre 2018   | Slalom           | Ylva Stålnacke           | Charlotta Säfvenberg    | Charlotte Chable         |
| 4       | Trysil           | 4 décembre 2018   | Slalom           | Nastasia Noens           | Lara Della Mea          | Chiara Mair              |
| 5       | Kvitfjell        | 6 décembre 2018   | Super-G          | Christina Ager           | Julia Scheib            | Nathalie Gröbli          |
| 6       | Kvitfjell        | 7 décembre 2018   | Combiné alpin    | Anne-Sophie Barthet      | Ida Dannewitz           | Nicole Good              |
| 7       | Andalo Paganella | 13 décembre 2018  | Géant            | Maryna Gąsienica-Daniel  | Clara Direz             | Magdalena Fjällström     |
| 8       | Andalo Paganella | 14 décembre 2018  | Géant            | Maryna Gąsienica-Daniel  | Clara Direz             | Katharina Liensberger    |
| 9       | Zauchensee       | 19 décembre 2018  | Descente         | Nadia Delago             | Elisabeth Reisinger     | Luana Flütsch            |
| 10      | Zauchensee       | 20 décembre 2018  | Super-G          | Elisabeth Reisinger      | Michaela Heider         | Luana Flütsch            |
| 11      | Val di Fassa     | 17 janvier 2019   | Descente         | Elisabeth Reisinger      | Nadia Delago            | Juliana Suter            |
| 12      | Val di Fassa     | 18 janvier 2019   | Descente         | Nadia Delago             | Juliana Suter           | Elisabeth Reisinger      |
| 13      | Zinal            | 21 janvier 2019   | Géant            | Franziska Gritsch        | Ylva Stålnacke          | Roberta Melesi           |
| 14      | Zinal            | 22 janvier 2019   | Géant            | Ylva Stålnacke           | Roberta Melesi          | Franziska Gritsch        |
| 15      | Melchsee-Frutt   | 24 janvier 2019   | Slalom           | Meta Hrovat              | Marlene Schmotz         | Elena Stoffel            |
| 16      | Melchsee-Frutt   | 25 janvier 2019   | Slalom           | Marlene Schmotz          | Lara Della Mea          | Charlotta Säfvenberg     |
| 17      | Les Diablerets   | 29 janvier 2019   | Combiné alpin    | Nicole Good              | Elisabeth Reisinger     | Nathalie Gröbli          |
| 18      | Les Diablerets   | 29 janvier 2019   | Super-G          | Elisabeth Reisinger      | Nina Ortlieb            | Ariane Rädler            |
| 19      | Les Diablerets   | 29 janvier 2019   | Super-G          | Elisabeth Reisinger      | Nina Ortlieb            | Roberta Melesi           |
| 20      | Tignes           | 31 janvier 2019   | Slalom           | Lindy Etzensperger       | Kaja Norbye             | Michaela Heider          |
| 21      | Tignes           | 1er février 2019  | Slalom parallèle | Marie Lamure             | Clara Pijolet           | Elsa Haakanson Fermbaeck |
| 22      | Obdach           | 4 février 2019    | Slalom           | Katharina Huber          | Gabriela Capova         | Emelie Wikström          |
| 23      | Obdach           | 5 février 2019    | Slalom           | Gabriela Capová          | Emelie Wikström         | Katharina Huber          |
| 24      | Berchtesgaden    | 9 février 2019    | Géant            | Alice Robinson           | Kaja Norbye             | Marte Monsen             |
| 25      | Berchtesgaden    | 10 février 2019   | Géant            | Kaja Norbye              | Alice Robinson          | Simone Wild              |
| 22      | Crans-Montana    | 16 février 2019   | Descente         | Elisabeth Reisinger      | Nina Ortlieb            | Ariane Rädler            |
| 23      | Crans-Montana    | 17 février 2019   | Descente         | Elisabeth Reisinger      | Juliana Suter           | Nina Ortlieb             |
| 28      | Jasná            | 2 mars 2019       | Géant            | Petra Vlhová             | Marlene Schmotz         | Eva-Maria Brem           |
| 29      | Jasná            | 3 mars 2019       | Slalom           | Petra Vlhová             | Charlie Guest           | Ylva Stålnacke           |
| Finales |                  |                   |                  |                          |                         |                          |
| 29      | Sella Nevea      | 12 mars 2019      | Super-G          | Roberta Melesi           | Alice Robinson          | Michaela Heider          |
| 30      | Sella Nevea      | 14 mars 2019      | Descente         | Priska Nufer             | Nadine Fest             | Christina Ager           |
| 31      | Folgaria         | 16 mars 2019      | Géant            | Julia Scheib             | Kaja Norbye             | Magdalena Fjällström     |
| 32      | Folgaria         | 17 mars 2019      | Slalom           | Charlie Guest            | Lara Della Mea          | Emelie Wikström          |